# (6380) Gardel
(6380) Gardel es un asteroide perteneciente al cinturón de asteroides, región del sistema solar que se encuentra entre las órbitas de Marte y Júpiter, descubierto el 10 de febrero de 1988 por Masaru Arai y el astrónomo Hiroshi Mori desde el Observatorio Yorii en Yorii, Japón.

## Designación y nombre
Designado provisionalmente como 1988 CG. Fue nombrado en memoria de Carlos Gardel (1890-1935) compositor y actor, grabó durante su vida cientos de canciones y compuso junto a Alfredo Le Pera famosos tangos como Mi Buenos Aires querido, Volver o Por una cabeza. El nombre fue sugerido por W.A. Fröger.

## Características orbitales
(6380) Gardel está situado a una distancia media del Sol de 2,267 ua, pudiendo alejarse hasta 2,577 ua y acercarse hasta 1,956 ua. Su excentricidad es 0,137 y la inclinación orbital 5,374 grados. Emplea 1246,52 días en completar una órbita alrededor del Sol.

## Características físicas
La magnitud absoluta de (6380) Gardel es 14,76. Tiene 3,028 km de diámetro y su albedo se estima en 0,335. 